# Golpes de Estado na Turquia
Golpes de Estado na Turquia pode referir-se a tomadas de poder militares ilegais ou constitucionais ou tentativas golpistas na Turquia.
Desde o final da Segunda Guerra Mundial, a Turquia tem sido palco de diversas tentativas de golpe de Estado, a última datada de julho de 2016 e que terminou em fracasso.

## Contexto
Desde a fundação da República Turca até 2016, os militares turcos estiveram muito envolvidos na política turca. Os militares eram fortemente kemalistas e consideravam um dos seus papéis o guardião final das reformas de Atatürk, incluindo o secularismo, e da cooperação com o mundo ocidental em geral. As constituições turcas de 1924, 1961 e 1982 especificavam formalmente que o papel das forças armadas era proteger a Turquia contra ameaças internas e externas. Os militares eram populares e prestigiados como fiadores do Estado turco e da democracia multipartidária turca (após o seu estabelecimento efectivo após a Segunda Guerra Mundial).

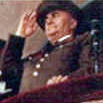
Cemal Gürsel, líder do golpe bem-sucedido de 1960

Os militares exerceram pela primeira vez o seu poder reservado no golpe de Estado de 1960. Houve estagnação econômica, uma aparente ascensão do Islã político e, em 1960, instabilidade e protestos contra o Partido Democrata, no poder. Alguns oficiais do Exército, dizendo temer mais agitação e o declínio do Kemalismo e da democracia, organizaram um golpe de Estado bem sucedido. Os instigadores do golpe de Estado de 27 de maio de 1960 estabeleceram o General Cemal Gürsel, que não teve qualquer papel no golpe, como chefe de Estado, primeiro-ministro e Ministro da Defesa. A junta militar devolveu o poder aos civis 17 meses depois, em outubro de 1961.
O golpe de Estado de 1971 foi organizado em 12 de março daquele ano por meio de um memorando. A década seguinte foi marcada por uma aguda instabilidade política que conduziria diretamente ao próximo golpe de Estado ocorrido em 12 de setembro de 1980, quando o exército turco, liderado pelo general Kenan Evren, orquestrou outro golpe e estabeleceu um regime militar que permaneceu até 1983.
Em 28 de fevereiro de 1997 foi estabelecido o memorando militar turco através de decisões tomadas numa reunião do Conselho de Segurança Nacional Turco. Este memorando, imposto pela liderança das Forças Armadas da Turquia, com o apoio das forças seculares daquele país, lançou o processo que precipitou a demissão do primeiro-ministro islamista Necmettin Erbakan do Partido da Prosperidade e o fim do seu governo de coalizão. Como o governo de Necmettin Erbakan foi forçado a demitir-se, sem que houvesse dissolução do Parlamento ou suspensão da Constituição, o acontecimento foi por vezes descrito na Turquia como um golpe de Estado pós-moderno.
Até o golpe fracassado de 2016, as forças armadas não estiveram efetivamente sob controle civil e, por vezes, governava diretamente a Turquia ou aparecia como uma ameaça para os governos civis que o faziam. Elementos das forças armadas encenaram ou tentaram diversas intervenções, quer golpes, quer ultimatos apoiados pela ameaça de um golpe, para forçar o Estado a agir mais de acordo com os desejos dos militares, ou da parte dos militares que encenaram a intervenção. Cada golpe ou ameaça foi apresentado como uma intervenção para restaurar a ordem democrática, a justiça e a unidade nacional. Se cada golpe ou ameaça, ou qualquer uma delas, foi justificado ou não, está sujeito a debate.
Em 2002, o Partido da Justiça e Desenvolvimento (Partido AK) chegou ao poder e o líder do partido, Recep Tayyip Erdoğan, tornou-se rapidamente o homem forte da Turquia. Além de ser muito autoritário, Erdoğan era mais pró-islâmico do que qualquer líder anterior da República. O primeiro  enfrentamento ocorreu em 2007 com o E-memorandum, quando as forças armadas sugeriram outra intervenção na política civil, uma vez que o governo do AKP não estava a fazer o seu melhor para defender o republicanismo e o secularismo. Erdoğan e o AKP venceram a crise política e, numa aliança com o movimento Gülenista, expurgaram os militares dos oficiais secularistas.

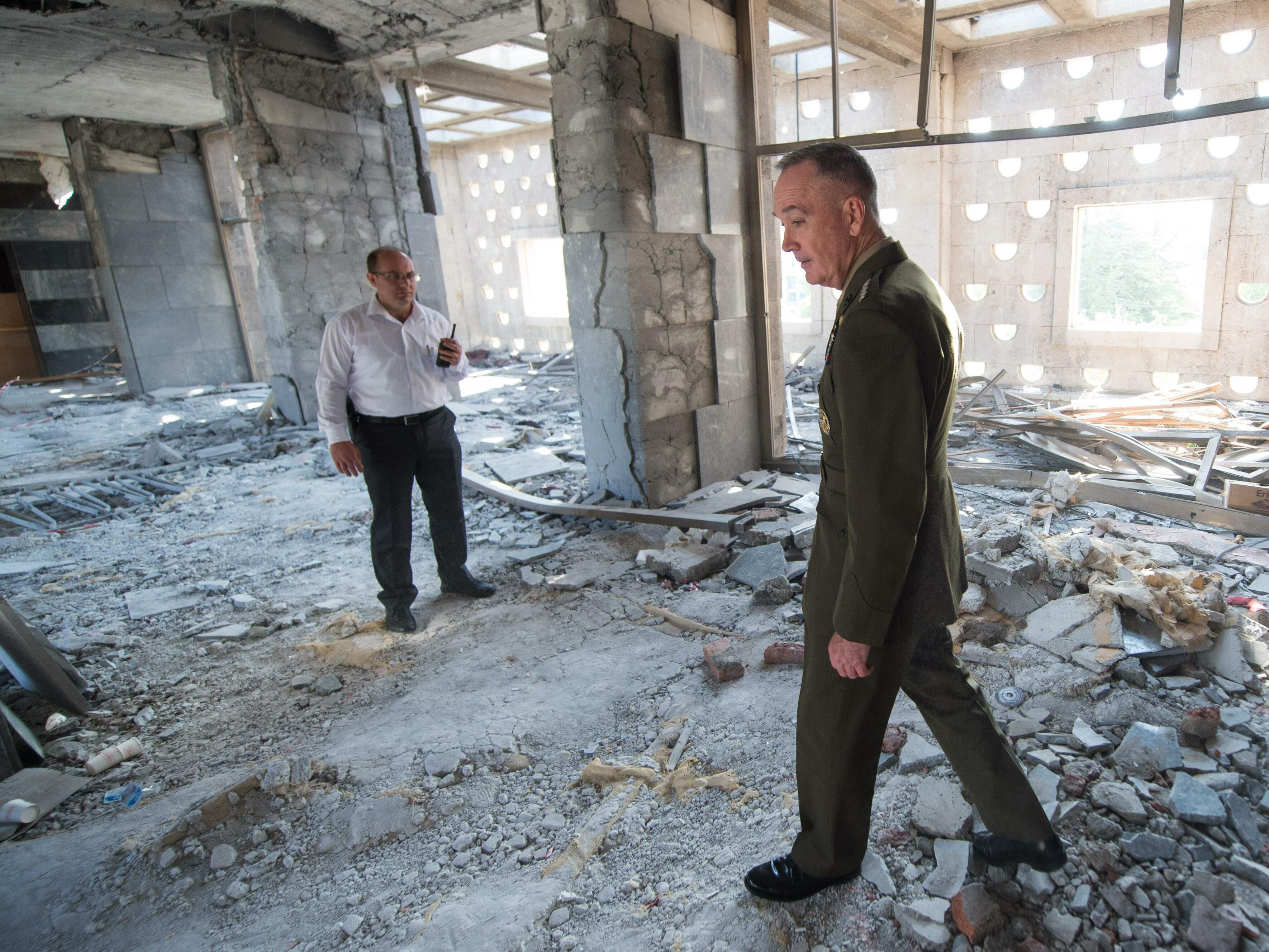
Danos ao edifício do Parlamento Turco após o golpe fracassado de 2016

Em 2016, os militares tentaram derrubar o governo, embora significativamente os golpistas não tenham sido identificados como oficiais kemalistas (o governo turco afirma que elementos Gülenistas nas forças armadas foram os instigadores). Isto falhou, e Erdoğan conduziu outro expurgo das forças armadas, que já não são consideradas uma força independente na política turca ou uma ameaça ao governo, e voltaram a estar sob controle civil.

## Golpes de Estado
- Golpe de Estado na Turquia em 1960[5][6]
- Memorando militar turco de 1971[5][6]
- Golpe de Estado na Turquia em 1980[5][6]
- Memorando militar turco de 1997[5][6]

## Tentativas e revoltas
- Tentativa de golpe de Estado na Turquia em 1961
- Tentativa de golpe de Estado na Turquia em 1962
- Tentativa de golpe de Estado na Turquia em 1963
- Tentativa de golpe de Estado na Turquia em 1969
- Tentativa de golpe de Estado na Turquia em 1971
- 2007: E-memorandum[7]
- Tentativa de golpe de Estado na Turquia em 2016